# Канталупо (Ђенова)
Канталупо је насеље у Италији у округу Ђенова, региону Лигурија.
Према процени из 2011. у насељу је живело 16 становника. Насеље се налази на надморској висини од 72 м.